# Ophiocten banzarei
Ophiocten banzarei is een slangster uit de familie Ophiuridae.
De wetenschappelijke naam van de soort werd in 1967 gepubliceerd door Fritz Jensenius Madsen.